# Johan Oxe till Nielstrup
Johan Oxe till Nielstrup, död 24 december 1534, i uradelsätten Oxe, var ett danskt riksråd.
Johan Oxe antas vara född omkring år 1487. Han var son till Johan Oxe till Tordsjö och Inger Torbensdatter Bille samt bror till Torben Oxe.
På kung Hans tid nämns han som hofsinde. Under Kristian II hade han efter sin broder Torben från 1517–1522 Lindholms län i Skåne i pant. Kort efter Fredrik I:s trontillträde upptogs han 1523 i riksrådet. Ungefär samtidigt dubbades han till riddare och förlänades Ravnsborg på Lolland, som han senare gavs i pant.
Han ägde Nielstrup på Lolland och blev gift med Mogens Gøyes dotter Mette, förmodligen för att få slut på en långvarig tvist mellan ätterna Gøye och Oxe om gården Torsjö i Skåne. Med henne fick han döttrarna Pernille Johansdatter Oxe, senare gift med Otte Knudsen Rud till Møgelkær, Anne Johansdatter Oxe till Gisselfeld, senare gift med Hans Barnekow till Birkholm och Tølløse, och Sidsel Johansdatter Oxe, senare gift med riksrådet Erik Jørgensen till Bidstrup i ätten Podebusk, samt sönerna Albert Oxe till Nielstrup, det senare riksrådet Peder Oxe till Nielstrup och Eskild Oxe till Løgismose.
På grund av ekonomiska svårigheter sålde Henrik Gøye godset Gisselfeld till Johan Oxe, men försäljningen förklarades senare ogiltig.
Till skillnad från sin svärfar Mogens Gøye tillhörde han riksrådets katolska parti. Under grevefejden gick han, liksom den övriga adeln på Själland, över till greve Kristofer, som gav honom förnyat tillträde till Ravnsborgs län. Under ett folkuppror i slutet av 1534 anfölls han på sin gård Nielstrup av borgare och bönder. När han riktade en falknett mot dem, sprängdes den och dödade honom. Han är begravd i Våbensted Kirke på Lolland.